# Handroanthus barbatus
Handroanthus barbatus é uma espécie de árvore do gênero Handroanthus. Está na lista de espécies ameaçadas brasileiras do IBAMA.[carece de fontes?]

## Ocorrência
Ocorre naturalmente na Floresta ombrófila densa e Floresta ombrófila aberta brasileiros,, nos estados do Amazonas, Pará, Rondônia e Roraima.

## Características
Altura até 29 m,[carece de fontes?] tronco fino e com muitos ramos.
Folhas palmadas 7-9 foliadas, folíolos elípticos de ápice agudo, membranoso-cartáceos, pubescentes mais na face superior que na inferior.
Inflorescência em panículo aberto, flores amarelas tubulares.
Fruto em forma de cápsula linear, com 21–23 cm de comprimento, com sementes bialadas.

## Galeria

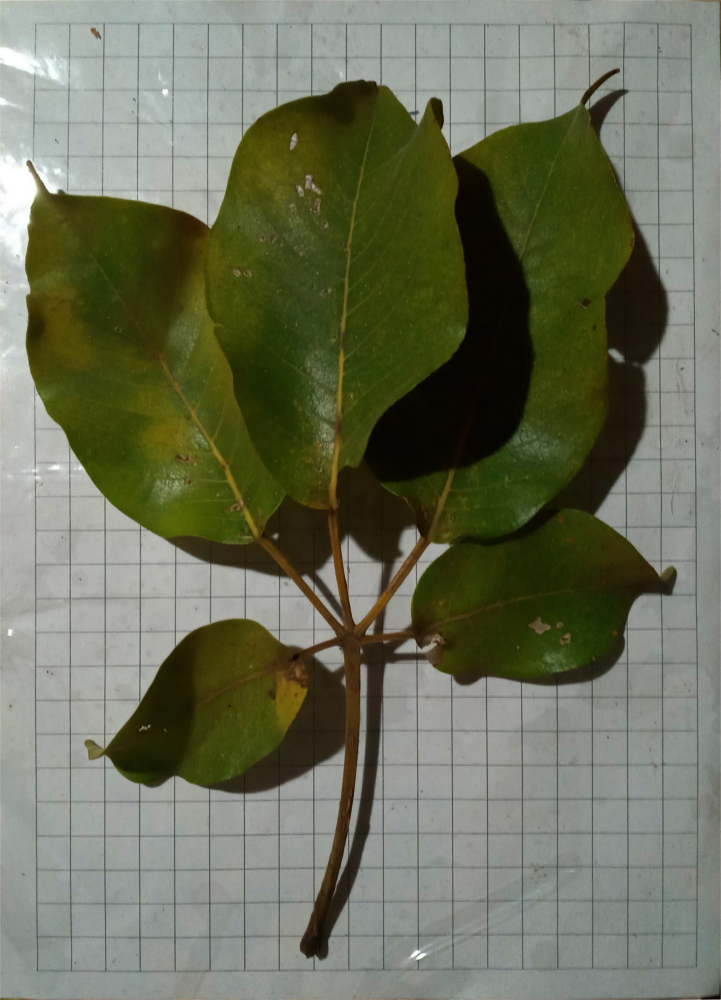
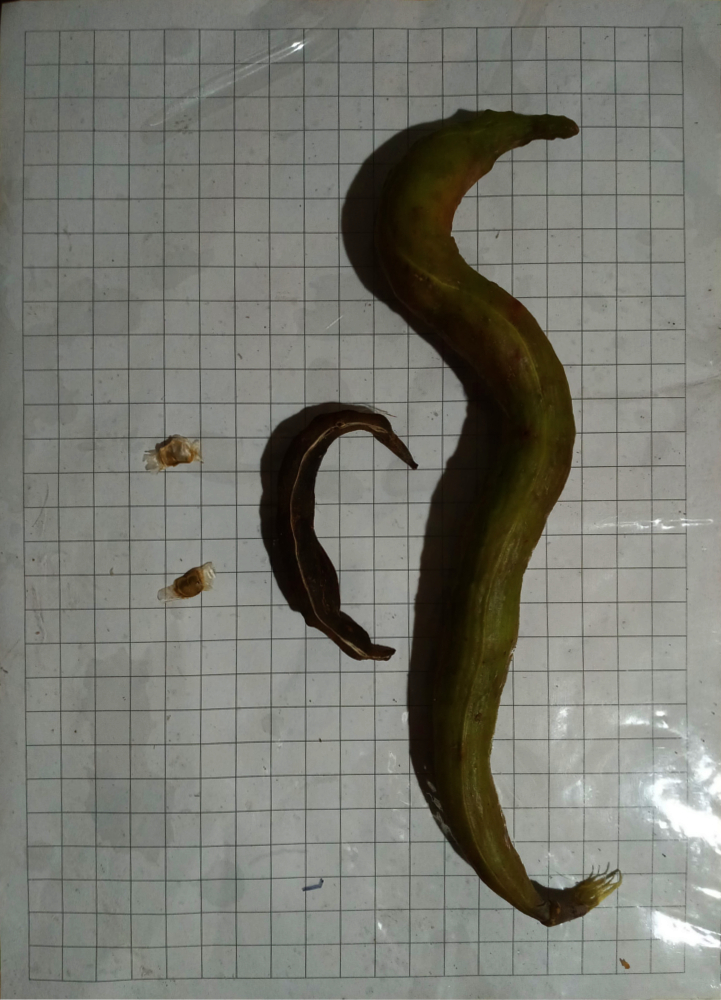